# The Secret Life of a Satanist
The Secret Life of a Satanist: The Authorized Biography of Anton LaVey är en bok om Anton LaVey av Blanche Barton. Den publicerades av Feral House, 1990. (ISBN 0-922915-12-1; pocketbok år 1992, ISBN 0-922915-12-1).